# 广济寺 (天津市)
广济寺，位于天津市宝坻区井南胡同18号，当地称其为西大寺，免费开放，梁思成曾于民国二十一年（1932年）勘察广济寺，著《宝坻县广济寺三大士殿》一文，并发现了《营造法式》里所称的“彻上露明造”。

## 历史[1]
辽圣宗统和二十三年（1005），由弘演法师开山，陆续建置甘井、华亭、法堂、香厨、浴堂等建筑。
辽圣宗太平五年（1025），历经道广法师、一弘法师两任法师，终于将大殿与山门修完，全寺竣工。
辽圣宗太平五年（1025）三月，宋璋撰文，庞可生书《广济寺碑》，碑通高162厘米、宽77厘米。
1932年，梁思成勘察广济寺，著《宝坻县广济寺三大士殿》一文，并发现了《营造法式》里所称的“彻上露明造”。
1947年，广济寺被宝坻县长余生下令拆毁，用于修建白龙港大桥。
梁思成得知广济寺被毁后悲痛地表示“我也是辽代的一块木头”。
2005年8月9日，天津市人民政府批准，天津市福光投资集团出资，在原址上，广济寺重建开工。
2007年9月20日，原址重建完工，并免费开放。

## 庙会
广济寺庙会每年农历正月十一至正月十五举行，是天津市宝坻区最大的庙会。

## 相关页面
- 大觉禅寺
- 金顶石经幢